# Ley BOLIVAR
La Ley de Prohibición de Operaciones y Arrendamientos con el Régimen Autoritario Ilegítimo de Venezuela, conocida como la Ley BOLIVAR, es una ley presentado por el congresista estadounidense Michael Waltz. La propuesta tiene como objetivo poner fin a los contratos gubernamentales con empresas que trabajan con el gobierno de Nicolás Maduro en Venezuela. El acrónimo de la ley lleva el nombre del líder de la independencia venezolano Simón Bolívar. Tras ser reintroducida en la Cámara de Representantes, la ley fue aprobada por la cámara el 18 de noviembre de 2024.

## Historia
El 28 de enero de 2021, el congresista Michael Waltz (R-FLA) presentó la «Ley de Prohibición de Operaciones y Arrendamientos con el Régimen Autoritario Ilegítimo de Venezuela» (inglés: Banning Operations and Leases with the Illegitimate Venezuelan Authoritarian Regime (BOLIVAR) Act) con el objetivo de poner fin a los contratos gubernamentales con empresas que trabajan con el gobierno de Nicolás Maduro en Venezuela y «prohibir al director de una agencia ejecutiva firmar un contrato para la adquisición de bienes o servicios con cualquier persona que tenga operaciones comerciales con el régimen de Maduro». La propuesta recibió el apoyo de varios miembros de la delegación de Florida, entre ellos los representantes Val Demings (D), Mario Díaz-Balart (R), Matt Gaetz (R), Carlos Giménez (R), Alcee Hastings (D), Stephanie Murphy (D), Bill Posey (R), María Elvira Salazar (R), Darren Soto (D) y Debbie Wasserman Schultz (D).
El proyecto de ley fue remitido a la Comisión de Seguridad Nacional y Asuntos Gubernamentales del Senado, donde en marzo contaba con el apoyo de los senadores Marco Rubio y Rick Scott. Scott presentó la versión del Senado, señalando que había firmado una propuesta similar cuando era gobernador de Florida. Los senadores Rubio (republicano de Florida), Jacky Rosen (demócrata de Nevada) y Thom Tillis (republicano de Carolina del Norte) copatrocinaron la propuesta. El proyecto de ley fue aprobado por unanimidad por la comisión el 17 de marzo. Aprobada en noviembre de 2024 por unanimidad es una ley bipartidista, según la congresista republicana María Elvira Salazar ha indicado que «la legislación corta un salvavidas financiero adicional para el aparato represivo del régimen de Maduro». Ahora deberá ser aprobada por el Senado. La ley prohíben al gobierno de Estados Unidos contratar a personas que tengan lazos comerciales con el «gobierno ilegítimo de Nicolás Maduro». La ley también establece la misma prohibición para «cualquier gobierno sucesor de (Maduro) en Venezuela que no sea reconocido como legítimo por Estados Unidos».